# Carlo Gagliardi
Carlo Gagliardi (Bella, 10 maggio 1710 – Napoli, 1º luglio 1778) è stato un vescovo cattolico italiano.

## Biografia
Il conte Carlo Gagliardi nacque a Bella, piccolo comune vicino a Muro Lucano, in Basilicata il 10 maggio 1710, uno degli ultimi figli di Don Benedetto Francesco (1660), dottor fisico , discendente dell'antica e nobile famiglia Bava Gagliardi, insediata ad Avigliano, e con proprietà nel comune di Bella. La famiglia paterna era giunta ad Avigliano nella prima metà del XVII secolo con il nonno paterno Don Pompeo, originario di Cava de' Tirreni. La madre, Donna Agnese Coviello, apparteneva ad una famiglia di proprietari autoctona da secoli del comune. Nella sua famiglia, è da citarsi l’influente presenza dello zio Don Ottavio da una parte, dottore in utroque jure, e dello zio don Gaetano dall'altra, arciprete ad Avigliano, sulle cui orme Carlo fu indirizzato alla vita ecclesiastica. Frequentò il seminario presso Muro Lucano, dove ebbe modo di formare la sua cultura giuridica e teologica. Il percorso scolastico di Carlo giunse a compimento a Napoli, dove, come d’uso sempre maggiore delle famiglie gentilizie del meridione d’Italia, fu mandato a completare gli studi accademici. Il 30 maggio 1733 fu ordinato sacerdote e successivamente fu nominato vicario generale della diocesi di Capri. Per i sempre più evidenti meriti culturali e accademici, nel 1738 ottenne la supplenza di decretali presso l’università partenopea, per poi ottenerne piena cattedra nel 1740. Mantenne la cattedra fino alla nomina vescovile, dimostrandosi anche uno scrittore particolarmente prolifico, tanto da acquisire una notevole fama come canonista, che trovò sbocco in svariate opere, solo parzialmente edite.
Il 10 luglio 1767 fu nominato da papa Clemente XIII vescovo di Muro Lucano, succedendo a Vito Mojo. Parallelamente gli venne dato il titolo di conte da Ferdinando IV di Borbone. Da vescovo, contribuì ad istituire un monte di pietà, e aumentare qualitativamente il livello della preparazione offerta ai seminaristi del locale seminario, accentuando il peso e la preparazione in ambito teologico e di diritto canonico, oltre che concernente le lettere classiche greche e latine. Mantenne la cattedra vescovile nella cittadina dei suoi primissimi studi fino al 1º luglio 1778, data in cui morì, dopo esseri autoesiliato a Napoli per alcuni mesi, in seguito ai continui conflitti con il clero locale, costantemente proteso ad accusarlo di condurre una vita immorale, in seguito ai suoi tentativi di riformare a una maggiore austerità gli atteggiamenti degli stessi sacerdoti della sua diocesi. Gli succedette Luca Nicola De Luca;

## Pensiero
Attraverso le sue principali opere è possibile delineare gli ambiti di approfondimento culturale e studio cui dedicò gran parte della sua esistenza. Particolarmente cara gli fu la tematica del rapporto fra poteri temporali e spirituali, e in special modo del rapporto fra tribunali ecclesiastici e tribunali secolari. L’ideologia prevalente nelle sue opere è quella propria della corrente moderata del suo tempo, delineante una separazione fra il potere del regnante e il potere del papa, entrambi derivanti e legittimati dal Cristo, ma con competenze diverse. Al fine di un proficuo sviluppo della civiltà, è giusto che essi si armonizzino nel loro rapporto.
Si collocò altresì nel filone giansenista, al pari di altri esponenti del clero che sarebbero poi stati direttamente coinvolti nelle vicende della Repubblica Napoletana del 1799, quali ad esempio Giovanni Andrea Serrao, vescovo di Potenza. La sua influenza ideologica fu determinante in ambito famigliare, e si poté poi osservare nei nipoti Giustiniano, municipalista e dottore in utroque iure ad Avigliano e l’arciprete don Tommaso, padre domenicano e fervente letterato della sua comunità, entrambi figli del fratello maggiore don Deodato, anch'egli dottore in utroque jure.

## Opere
- Institutionum iuris canonici communis et Neapolitani, libri IV
- De iure dotium commentarius in Digestorum
- Codicis et voluminibus iuris Neapolitani rubricam
- De beneficiis ecclesiasticis commentarius
- De iure patronatus commentarius
- Tractatus de iure congrui
- Institutiones

## Genealogia episcopale
La genealogia episcopale è:
- Cardinale Scipione Rebiba
- Cardinale Giulio Antonio Santori
- Cardinale Girolamo Bernerio, O.P.
- Arcivescovo Galeazzo Sanvitale
- Cardinale Ludovico Ludovisi
- Cardinale Luigi Caetani
- Cardinale Ulderico Carpegna
- Cardinale Paluzzo Paluzzi Altieri degli Albertoni
- Cardinale Flavio Chigi
- Papa Clemente XII
- Cardinale Giovanni Antonio Guadagni, O.C.D.
- Cardinale Ferdinando Maria de' Rossi
- Vescovo Carlo Gagliardi